# عملية تيتانيك
كانت عملية تيتانيك (Operation Titanic) سلسلة من الخِدَع العسكرية نَفذتها دول الحلفاء خلال الحرب العالمية الثانية. وشَكَلَت جُزءاً من عملية الحارس الشخصي، خطة تغطية إنزال النورماندي في عام 1944. نَفذ العملية سلاح الجو الملكي وعناصر من القوة الجوية الخاصة (SAS) في 5 - 6 يونيو 1944. وكان الهدف منها إسقاط 500 دُمية مظلى وهمية في أماكن خلاف نقاط إنزال النورماندي الحقيقية، لخداع المدافعين الألمان بالاعتقاد أن قوة كبيرة قد هَبَطَت، ولجذب قواتهم بعيداً عن رؤس الجسور والمواقع الاستراتيجية مثل كاين.
كانت تيتانيك واحدةً من عدة عمليات خداع التي شارك فيها سلاح الجو الملكي خلال اليوم-دي ؛ حيث نَفذ السربان رقم 218 و617 العمليات الأُخري مثل تاكسابل والوميض (خدع اليوم د البحرية)، بينما نَفذ السربان رقم 101 و214 خِدع الرادار.

## خلفية تاريخية
المقال الرئيسي: عملية الحارس الشخصي
شَكَلَت عملية تيتانيك جزءاً من عملية الحارس الشخصي، وهي خطة خداع عسكري استراتيجي واسع هَدفَت إلى إرباك القيادة العليا للمحور بنوايا الحلفاء خلال الفترة التي سبقت عمليات الإنزال في نورماندي. كان الجزء الأكثر تعقيداً من عملية الحارس الشخصي ينطوي على خداع استراتيجي واسع النطاق، نَظمهُ قسم مراقبة لندن (LCS)، في جنوب إنجلترا تحت اسم عملية الثبات الجنوبية. من خلال أجهزة الشرك الخداعية والبث اللاسلكي والعُملاء المزدوجين، حاولت عملية الثبات الجنوبية تضخيم حجم قوة الحلفاء في إنجلترا وتطوير تهديد بغزو ممر كاليه. (بديلاً عن نورماندي، الهدف الحقيقي لعملية أوفرلورد).
مع اقتراب اليوم-دي، انتقل مُخططو الحُلفاء إلى الخداع التكتيكي (عامةً تحت غطاء عملية الثبات) للمساعدة في التستر على تقدم قوات الغزو الحقيقية. خُطط لعمليتي الخداع البحري تاكسابل (Taxable) والوميض (Glimmer) عشية إنزال النورماندي من أجل تطوير تهديدات غزو ممر كاليه والتي شملت سربي سلاح الجو الملكي رقم 218 ورقم 617 وزوارق (HDML) من الأسطول المحلي. كان المقصود من تيتانيك أن تكون بمثابة دعم لهذه الخدع، بالإضافة إلى خلق ارتباك عام للقوات المدافعة في صباح اليوم-دي. فقد حاكت إنزال مظليين باستخدام دُمى مظلية وعدد صغير من القوة الجوية الخاصة البريطانية. نَشأت فكرة تيتانيك من خطة قَدَمَها ديفيد سترينغوايز (رئيس وحدة الخداع التكتيكية لمجموعة الجيش الحادي والعشرين) والتي بدورها كانت بمثابة إعادة رسم للخطة التي وضعها قسم عمليات (ب) التابع للقيادة العليا لقوات الحلفاء (SHAEF).

## العملية

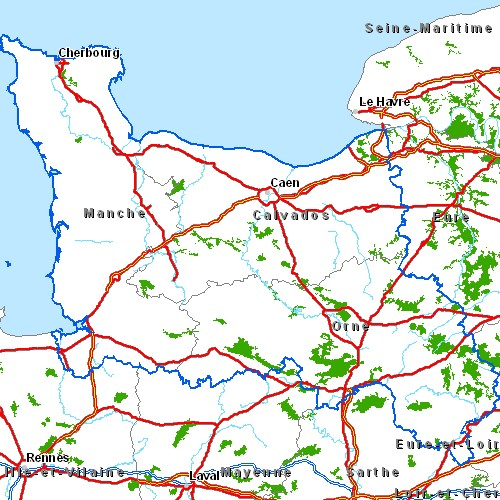
خريطة لمنطقة تيتانيك حيث السين البحرية في الشرق والمانش في الغرب و كاين في المنتصف

قُسْمّت عملية تيتانيك إلى أربع مراحل (من الأولى إلى الرابعة)، مُكونة من مجموعات مختلفة من دُمى المظليين الوهميين وأجهزة إحداث الضّوضاء واستخدام «الهشيم المعدني Chaff» (نشرة معدنية من الألمونيوم تُلقيها الطائرات للتأثير على فاعلية الرادارات صَمَمّهُ البريطانيون تحت الاسم الرمزي النافذة) بالإضافة إلى أفراد من القوة الجوية الخاصة. كانت مُعدات إحداث الضّوضاء، المسماة رمزياً بينتايلز (Pintails)، مُرتبطة بمُحاكاة إحداث صوت إطلاق نار بندقية لكل دُمية. كما أنها زودت بشحنة متفجرة صغيرة مضبوطة لتفجير الدُمية بما يوحي كما لو أن مظلياً يَحرق مظلته. نفذت أربعة أسراب من المجموعة الثالثة لسلاح الجو الملكي (سرب المهام الخاصة) عمليات الإبرار. وهي الأسراب رقم 138 ورقم 161، من خلال طائرات هاندلي بيج هاليفاكس ولوكهيد هدسون، إضافة إلى السربّين رقم 90 و149، من خلال طائرات شورت سترلينغز.

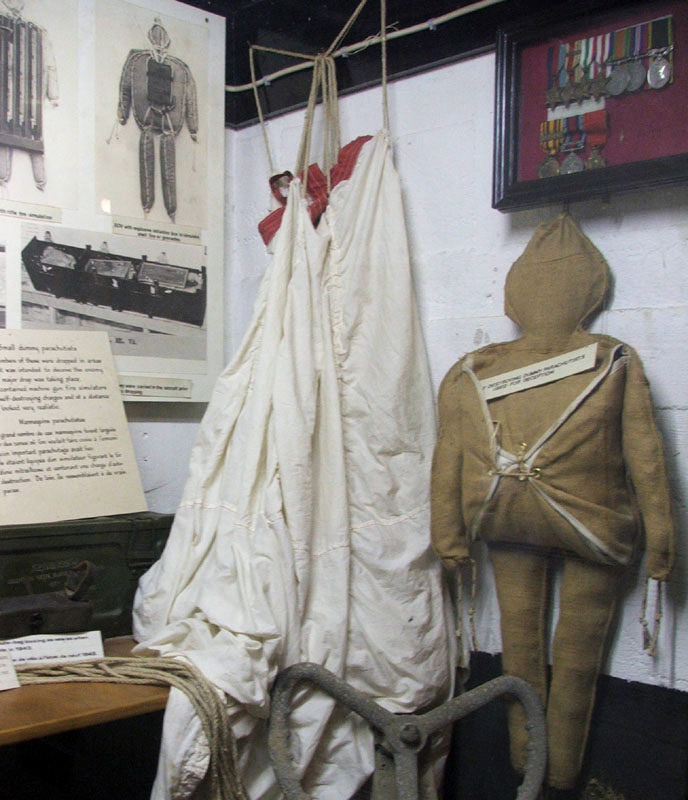
دُمية مظلي بريطانية معروضة الآن في متحف ميرفيل غون باتيري في فرنسا

أُمرّ ضابط مخابرات لواء القوة الجوية الخاصة البريطانية، إم. آر. دي. فوت بأن ينظم القوة الخاصة المُتاحة. فتواصل أولاً مع العقيد بادي ماين، قائد الفوج الأول للقوة الجوية الخاصة، لكنه رفض المُشاركة في عملية استخباراتية، بعد تجربة سيئة مَرّ بها أثناء تنفيذ خطط خداعية أثناء تمركزه في شمال أفريقيا. واقتنعّ عوضاً عنه، العقيد براين فرانكس قائد الفوج الثاني للوحدة الجوية الخاصة بالاشتراك في العملية. حيث قدم من الفوج الثاني اثني عشر رجلاً تحت قيادة النقيب فريدريك جيمس فاولز (المدعو تشيك) والملازم نورمان هاري بول. كان مطلوب من هذا الفريق عقب إبراره، تحديد أماكن القوات الألمانية والاشتباك معها، مع السماح لبعض أفرادها بالفرار على أمل أن يُبلغوا عن إنزالهم المظلي.
وعامةً، وكجزء من العملية، خُططّ لإسقاط حوالي أربعمائة دُمية. كانت المرحلة الأولى من العملية مُحاكاة لإبرار فرقة محمولة جواً شمال نهر السين. بالقرب من يوتوت ويرڤي ودودڤي في منطقة إقليم السين و ڤوڤي في منطقة أور. حيث أٌسقط مئتي دُمية وفريقين من القوة الجوية الخاصة عبر هذه الأهداف الأربعة من المرحلة الأولى لعملية تيتانيك. تَضَمَنت المرحلة الثانية إبرار خمسين دُمية شرق نهر ديڤ لاجتذاب قوات الاحتياط الألمانية إلى هذا الجانب من النهر. ومع ذلك، أُلغيّ هذا الجزء من العملية قبل السادس من يونيو. بينما أُسقطت خمسين دُمية أخرى، خلال المرحلة الثالثة للعملية، في منطقة كالفادوس بالقرب من مالتو وفي الغابات شمال إقليم بارون سور أودون لجذب الاحتياطات الألمانية بعيداً إلى غرب كاين. وأخيراً، شُملت المرحلة الرابعة إسقاط مئتي دُمية قرب ماريني في إقليم المانش، وكما هو الحال في المرحلة الأولى كان الهدف هو مُحاكاة إبرار لفرقة محمولة جواً. كما أُسقط فريقين من القوة الجوية الخاصة بالقرب من سان-لو. هبطت هذه المجموعة بقيادة الكابتن فاولز والملازم بول في الساعة الثانية عشر والثلث صباح يوم السادس من يونيو 1944، قبل عشر دقائق من الموعد المحدد. وذلك لإيهام الألمان بالظن أن هناك إبرار جوي كبير يحدث، فقد أدارّ فريقا الوحدة الجوية الخاصة تسجيلاً من ثلاثين دقيقة لأصوات مُسجلة من قبل لرجال يُصيحون ولأصوات أسلحة تُطلق نيرانها بما في ذلك مدافع هاون.
نَجَحّت المَهمة حسب الخطة. وكانت الخسارة الجوية الوحيدة تحطم طائرتين من طراز شورت سترلينغز ومصرع طاقميهما من السرب رقم 149 الذي شارك في المرحلة الثالثة من العملية. كما فشل ثمانية رجال من القوة الجوية الخاصة في العودة؛ فربما قُتلوا خلال الاشتباكات أو أَعدَمهُم الألمان في مُعسكر اعتقال بيرغن بيلسن.

## تأثير العملية
في الساعة الثانية صباح يوم السادس من يونيو 1944، أبلَغ الألمان عن إبرار مظلى شرق كاين وفي مناطق كوتنس، فالوغنس وسان-لو إضافةً لأصوات مُحركات سفن قادمة من البحر. واستجابةً لهذا، أمر الألمان الجيش السابع برفع مستوى تأهبه وتوقع حدوث عملية غزو، لكن الجنرال هانس شبيديل خفض مستوى التأهب عندما أُبلغ بالعثور على مظلات دُمي وهمية فقط. ومع ذلك، أمر فيلد مارشال غيرد فون رونتشتيت فرقة إس إس بانزر شباب هتلر الثانية عشر (12th SS Panzerdivision Hitlerjugend) بالتعامل مع الإبرار المظلي المُفترض على الساحل قرب ليزيو والذي وجد أنه عبارة عن دُمى أُسقطت خلال المرحلة الثالثة من العملية. جَذَبَت الدُمى وأفراد القوة الجوية الخاصة البريطانية خلال المرحلة الرابعة من العملية قوات المجموعة القتالية (Kampfgruppe) من الفوج 915، إضافة إلى الفرقة 352 مشاة بعيداً عن شاطئي أوماها و جولد ومناطق إبرار الفرقة 101 المحمولة جواً. فقد اعتقد الفوج الألماني، معتقدين أن فرقة محمولة جواً قد هبطت، وأخذّ في البحث عنها في الغابات بدلاً من التوجه إلى الشواطئ حيث يقع الغزو. وقد أظهر اعتراض رسائل إنغما في منطقة المرحلة الأولى للعملية أن القائد الألماني كان يُبلغ عن إنزال كبير على الساحل من لوهافر (شمالاً من شواطئ الإنزال) وأن الإنزال قد عَزله.